# Dear Mr. President
«Dear Mr. President» (en español: «Estimado Señor Presidente») es una canción escrita por Pink y Billy Mann, se lanzó en algunos países como el quinto sencillo del álbum. Es una de las canciones más aclamada y mejor recibida por las críticas debido a la temática que maneja la canción. El sencillo ha logrado vender más de 1 millón de copias y su vídeo en YouTube ha recibido más de 10 millones de visitas.

## Información de la canción
La canción es descrita por la cantante como una carta abierta hacia el entonces presidente de los Estados Unidos George W. Bush, haciendo preguntas referente a la guerra y la homosexualidad. La canción fue seleccionada para el final de la cuarta temporada de la serie The L World y también para el capítulo 135 de la tercera temporada de la serie televisiva Casi ángeles, referente a la guerra que envuelve a la Argentina en la trama de la telenovela.

## Recepción
«Dear Mr. President» recibió críticas mayoritariamente positivas de la crítica musical. Chris Williams, de Entertainment Weekly, describió la canción "con su incongruente preocupación social folk y sus versos de aplausos que incitan a Bush". Natalie Nichols, de Los Angeles Times, comentó que Pink saca a relucir su Ani DiFranco interior en la confrontativa "Dear Mr. President".[Jon Pareles, de The New York Times, señaló que la canción es "bienintencionada", "intimidante" y que "se vuelve aún más sentenciosa". PopMatters elogió el sencillo con una extensa reseña:

«Ah, y hablando de presidentes, la carta musical de Pink al Comandante en Jefe ("Dear Mr. President") es igual de relevante. Las Indigo Girls se unen para brindar apoyo moral y, con letras como "How can you say, 'no child is left behind'/we're not dumb and we're not blind" o "You've come a long way, from whiskey and cocaine", uno sabe que si hubiera compuesto la canción unos años antes, habría aparecido en Fahrenheit 911 de Michael Moore. También da la impresión de que esto es personal para Pink, que no lo hace para estar a la moda. En la página de la letra de "Dear Mr. President", hay una foto de Pink en un marco ovalado. Cintas rojas, blancas y azules están atadas al marco y las placas de identificación de su padre comparten la página rojiza».

Barry Walters, de Rolling Stone, elogia a Pink por «escribir una carta mordaz en 'Dear Mr. President'» y «arrullar armonías folk con Indigo Girls»." Sal Cinquemani se mostró ambiguo, escribiendo que «'Dear Mr. President», que utiliza astutamente las propias palabras de George W. Bush en su contra, palidece al lado de "My Vietnam" de Missundaztood».

## Posicionamiento
| Listas (2006/07)                            | Posición |
| ------------------------------------------- | -------- |
| Australia (ARIA)                            | 5        |
| Austria (Ö3 Austria Top 40)                 | 1        |
| Bélgica (Flandes) (Ultratop 50)             | 1        |
| Bélgica (Valonia) (Ultratip Bubbling Under) | 3        |
| Canadá (Canadian Hot 100)                   | 55       |
| República Checa (Rádio Top 100)             | 2        |
| European Hot 100 Singles (Billboard)        | 10       |
| Alemania (Offizielle Deutsche Charts)       | 3        |
| Países Bajos (Dutch Top 40)                 | 37       |
| Países Bajos (Mega Single Top 100)          | 43       |
| Nueva Zelanda (Recorded Music NZ)           | 11       |
| Eslovaquia (Rádio Top 100)                  | 48       |
| Suecia (Sverigetopplistan)                  | 18       |
| Suiza (Schweizer Hitparade)                 | 3        |